# Julius Wulff
Julius Wulff (* 12. Januar 1822 in Bochum; † 26. Januar 1904 in Düsseldorf) war ein deutscher Revolutionär und Vorsitzender des Volksklubs, einer politischen Vereinigung der frühen Arbeiterbewegung in Düsseldorf, die zu Beginn der Deutschen Revolution gegründet worden war.

## Leben
Wulff hatte Jura studiert und war „Notariatskandidat“, als er sich im Frühjahr 1848 in Düsseldorf an der Gründung des Volksklubs beteiligte, dessen Ziel es war, im Zuge der Märzrevolution eine republikanische Verfassung und soziale Verbesserungen für die besitzlosen Stände zu erreichen. Im Gegensatz zum Verein für demokratische Monarchie, einer mit dem Volksklub konkurrierenden bürgerlichen Bewegung, die für eine demokratische Staatsform mit einem konstitutionell beschränkten Monarchen in einem vereinten Deutschland eintrat, wollte der Volksklub die Adels- und Königsherrschaft vollständig beenden sowie die bestehenden Lebens- und Besitzverhältnisse durch eine „sociale Demokratie“ umfassender verändern. Die Gruppierung bestand anfangs aus etwa 20 Männern, die sich zunächst dem von 50 Handwerksgesellen und Arbeitern am 28. April 1848 gegründeten „Arbeiterverein“ angeschlossen hatten. Dort kam es zu internen Spannungen. Sie verließen den Arbeiterverein und gründeten im Mai/Juni 1848 den Volksklub, um radikalere Positionen vertreten zu können. Wulff wurde am 6. Juni zum „Präsidenten“ des Volksklubs gewählt, der Dichter Ferdinand Freiligrath übernahm zeitweise das Amt des Kassierers. Weitere bedeutende Akteure dieser politischen Vereinigung, deren Mitgliederzahl bald auf 900 anstieg, waren Ferdinand Lassalle, der auf Veranstaltungen des Volksklubs als charismatischer Redner auftrat, Louis Kugelmann, Friedrich Schnake, Emil Gottfried Rockmann, Otto Weinhagen (Ehemann von Wulffs Schwester Caroline) und Paul von Hatzfeldt. Ein bedeutender Gastredner war Karl Marx, der am 30. Juni vor dem Volksklub sprach. Der Volksklub debattierte aktuelle politische Fragen und entwickelte politische Forderungen. Die im Mai 1848 zusammengetretene Preußische Nationalversammlung forderte er in einer Petition auf, eine Habeas-Corpus-Akte zu erlassen und die alten Gesetze aufzuheben, die die Rede-, Presse- und Versammlungsfreiheit beschränkten.
Auf einer Veranstaltung des Volksklubs am 3. Juli 1848 trug Wulff die von Max Cohnheim anonym verfasste Schrift Republikanischer Katechismus für das deutsche Volk vor, dessen erstes Kapitel „von den überflüssigen Fürsten“ handelt. Exemplare der Schrift, die er an diesem Tag von Emil Annecke aus Köln erhalten hatte, verteilte er. Auf der folgenden Veranstaltung am 6. Juli verkaufte er weitere 150 Exemplare, die aus Berlin an Friedrich Schnake geschickt worden waren, für einen Silbergroschen das Stück. Auf Initiative des Ober-Prokurators Karl Schnaase wurde Wulff am 8. Juli 1848 verhaftet. Dabei wurden seine Wohnung durchsucht und noch weitere Exemplare der Schrift gefunden. Der General-Prokurator beim rheinischen Appellations-Gerichtshof Köln sah in Wulffs Aktivitäten eine „Aufreizung zu hochverrätherischen Unternehmungen“ und klagt ihn am 11. September 1848 an. Kurz zuvor war Freiligrath verhaftet und in derselben Zelle des Düsseldorfer Arresthauses eingesperrt worden, nachdem er in einer Volksklub-Veranstaltung im Wirtshaus von Stübben am 1. August sein Revolutionsgedicht Die Todten an die Lebenden vorgetragen hatte. Dafür wurde er des gleichen „Verbrechens“ beschuldigt. Freiligraths Prozess, der überregionale Aufmerksamkeit auf sich zog, fand am 3. Oktober 1848 statt, der Prozess gegen Wulff am Folgetag. Beide endeten mit Freisprüchen durch die Geschworenen und anschließenden Sympathiekundgebungen der Bürgerschaft Düsseldorfs. Nach Polizeiberichten waren dabei 15.000 Menschen auf den Beinen, unter ihnen Karl Marx.
Am 8. Oktober nahm Wulff neben Lassalle und dem Arzt Peter Joseph Neunzig als Redner an einer großen politischen Demonstration in Gerresheim teil, zu der der Volksklub aufgerufen hatte, „die erste große Demonstration unter roten Fahnen“. Vor rund 5000 Teilnehmern behandelte er dabei aktuelle Ereignisse in Polen und Schlesien. Er verlangte die Abschaffung der Schlacht- und Mahlsteuer und forderte die Teilnehmer dazu auf, der „Reaction mit Gewalt Widerstand“ zu leisten. Seine Rede gipfelte in dem Ruf nach einer „rothen Republik“. Der Volksklub unterstützte im Besonderen die Forderung von arbeitslos gewordenen Arbeitern nach Fortsetzung eines kommunalen Beschäftigungsprogramms, die sie als Petition vor dem Magistrat Düsseldorfs am 9. Oktober vortrugen. Der Maler Johann Peter Hasenclever hielt dieses Ereignis in seinem Bild Arbeiter vor dem Magistrat fest.
Im weiteren Verlauf der Revolution trat Wulff mit seinen Mitstreitern für einen Steuerboykott ein, zu dem die Preußische Nationalversammlung aufgerufen hatte. Der Volksklub hielt ständigen Kontakt zu Lorenz Cantador, dem Kommandeur der Düsseldorfer Bürgerwehr. Unter Catadors Leitung wurde eine Kommission für den Barrikadenbau gebildet, der auch Wulff angehörte. Als sich die Situation im November 1848 weiter zuspitzte, tauchte Wulff ab und trat erst im Mai 1849 wieder in Erscheinung. Während der Maiunruhen und eines in der Nachbarstadt Elberfeld ausgebrochenen Aufstandes kam es in der Nacht vom 9. auf den 10. Mai 1849 zu Barrikadenkämpfen in Düsseldorf, bei dem 16 Todesopfer zu beklagen waren, unter ihnen der Maler Ludwig von Milewski. Wulff floh, um einer neuerlichen Verhaftung zu entgehen. Gemeinsam mit Sophie von Hatzfeldt, der Lebensgefährtin Lassalles, und ihrem Sohn Paul begab er sich nach Süddeutschland, wo er beim Heckeraufstand in Baden als Freischärler gefangen genommen und nach Preußen ausgeliefert wurde. Dort wurde er 1850 vor ein Gericht gestellt. Anton Bloem, sein Verteidiger, konnte in dem Strafprozess nicht verhindern, dass Wulff zu einer langjährigen Haftstrafe verurteilt wurde.
1865 wanderte Wulff in die Vereinigten Staaten aus; das Hamburger Dampfschiff Teutonia, das nach New York fuhr, führte ihn auf seiner Passagierliste. Dort verlieren sich seine Spuren. Bekannt ist aber, dass er 1898, im Alter von 77 Jahren, nach Düsseldorf zurückkehrte, wo er 1904 starb.
Eine Silhouette von Julius Wulff ist in einem Scherenschnitt aus dem Jahr 1848 erhalten, der sich heute in der Sammlung des Stadtmuseums Düsseldorf befindet.

## Schriften
- Deutschland, eine constitutionelle Monarchie oder Republik? In: !Republik! Drei Abhandlungen aus der Deutschen Volkszeitung. Verlag von Heinrich Hoff, Mannheim 1848, S. 3 (Google Books)
- Die Natur der Monarchie und der Republik. In: !Republik! Drei Abhandlungen aus der Deutschen Volkszeitung. Verlag von Heinrich Hoff, Mannheim 1848, S. 8 (Google Books)